# Mellicta cinxiodictynnoides
Mellicta cinxiodictynnoides är en fjärilsart som beskrevs av Hermann Stauder 1922. Mellicta cinxiodictynnoides ingår i släktet Mellicta och familjen praktfjärilar. Inga underarter finns listade i Catalogue of Life.